# Ezzons
Els Ezzons (o la família d'Ezzó) foren un llinatge del Sacre Imperi Romanogermànic del segle X i XI comtes palatins de Lotaríngia els vassalls més importants de la reialesa al Rin mitja i baix.

## Història
Els Ezzons que foren comtes de palau a Lotaríngia, apareixen documentats al final del segle IX en la persona d'un tal Erenfrid al Rin central, a Alzey. Potser tenien avantpassats dins l'aristocracia carolíngia. El seu ascens es pot veure en l'acumulació de comtats.
- Herman I: Al voltant de la meitat del segle X en temps d'Herman Pusillus (el Tendre) (el 948) era comte a l'Auelgau; el seu descendent Erenfrid era ja comte de diversos comtats i senyories a Duisburg-Kaiserswerther (el 950). El seu fill Herman (el 970, 989-996) es considera per primer cop com a comte palatí de Lotaríngia havent agafat la successió dels conradians que havien exercit abans aquest càrrec que tenia el seu centre al Königspfalz a Aquisgrà probablement al començament del segle X i que estan testimoniats el 3 d'agost de 904 com a comtes al Keldachgau o bé el comtat Duisburg-Kaiserswerther amb Otó i Eberard en un document reial, i amb Conrad, el rei franc oriental (911-918), en un document del 26 de juliol de 910. Herman, un membre dels Ezzons, disposava dels comtats al llarg del Rin baix i mitjà al Bonngau, Auel, Eifel i Zülpichgau. Ba heretar el comtat de Duisburg-Kaiserswerther (el 976) en la successió del seu pare.

- Ezzo: Palgravi (comte palatí) Ezzo (996–1034) que tenia a cavall entre el segle X i XI una posició igual gairebé a la dels ducs. L'autoritat dels Ezzons es basava en la seva proximitat a la reialesa, per les seves relacions conjugals amb la dinastia otoniana. Tot i així s'enfonsaren - segons la fundatio monasterii Brunwilarensis, la crònica domèstica dels Ezzons - després de la mort de l'emperador Otó III (983-1002) quan no fou escollit per la successió en la reialesa, sent designat el duc de Baviera Enric II (1002-1024). La lluita dels Ezzons contra el nou sobirà va durar més de deu anys, fins que després d'un combat a Odernheim (1011) es va produir un acord entre comte palatí i el rei. El comtat Duisburg-Kaiserswerther fou concedit com a feu imperial a Ezzo (després de 1016) a canvi de la renúncia al tron. També a l'alternança de dinasties dels Otonians als Sàlics (el 1024) va afectar els Ezzons, que finalment van romandre neutrals després d'un arranjament entre Ezzo i Conrad II (1024-1039).

- Otó I: Al comtat palatí va seguir el fill petit d'Ezzo, Otó I (1035-1045) que va rebre el ducat de Suàbia el 1045 (com Otó II, 1045-1047) després d'una triomfal campanya a Flandes contra el rebel marquès de Valenciennes i Ename, i a canvi de Duisburg-Kaiserswerther que van retornar a la corona imperial. Al mateix temps el comtat palatí va passar al seu nebot (1045).

- Enric I el Boig : El successor d'Otó fou Enric (a partir de 1045; deposat el 1060 i † 1061), fill del comte Hezelin o Ezelí I (1020- vers 1033), el germà d'Ezzo. Va heretar el comtat palatí, però va fracassar en la seva política davant la resistència de l'arquebisbe de Colònia Anno II (1056-1075).

- Herman II: Fill d'Enric apareix a partir de 1064 com a comte palatí (1064-1085). Fou comte de Ruhrgau, Zulpichgau i Brabant Va haver d'acceptar una reducció de territori enfront de l'arquebisbat de Colònia on era arquebisbe Anno II que era el seu tutor; això va afectar principalment als comtats meridionals dels ezzons. Herman administrava encara (el 1065, el 1071) el comtat Duisburg-Kaiserswerther i era comte al Ruhrgau i Zülpichgau. El Brabantgau va passar a Enric IV que des de 1085/1086 tenia el títol de comte del Brabant amb jurisdicció sobre l'abadia d'Affligem. Amb la seva mort (a Dalhem, el 20 de setembre de 1085) es van extingir els Ezzons que tot i la seva posició excel·lent a Lotaríngia van fracassar en la construcció d'una autoritat regional amb els reis otonians i sàlics, i també com a comtes palatins de Lotaríngia que a la seva mort fou suprimit; la seva vídua es va casar amb Enric II de Laach (1085-1095), comte palatí del Rin que va substituir el poder ezzònida que ja no van administrar el comtat de Duisburg-Kaiserswerther.

Una branca dels Ezzons hauria sobreviscut en la línia comtal de Limburg Stirum, que se suposen descendents d'Adolf I de Lotaríngia, fill petit d'Herman I.

## Palgravis (comtes palatins) de Lotaríngia
- Wigeric, comte al Bidgau (vers 915; † < 921/922) (Casa de les Ardenes)

- Godofreu, comte de Jülich (aproximadament 905-950) (dels Giràrdides)

Ezzons:
- Hermann I (989–996)
- Ezzo (996–1034)
- Otó I (Otó II de Suàbia) (1035–1045; †1047)
- Enric I (1045–1060; †1061), deposat 1060
- vacant 1060-1064
- Herman II (1064–1085), entre 1060 i 1064 sota custòdia de l'arquebisbe de Colònia Anno II.

Continuació pels comtes palatins del Rin.